# Етова (Теннессі)
Етова (англ. Etowah) — місто (англ. city) в США, в окрузі Макмінн штату Теннессі. Населення — 3603 особи (2020).

## Географія
Етова розташована за координатами 35°20′18″ пн. ш. 84°31′41″ зх. д. / 35.33833° пн. ш. 84.52806° зх. д. (35.338416, -84.528084).  За даними Бюро перепису населення США в 2010 році місто мало площу 7,56 км², уся площа — суходіл.

## Демографія
Згідно з переписом 2010 року, у місті мешкало 3490 осіб у 1431 домогосподарстві у складі 863 родин. Густота населення становила 462 особи/км².  Було 1725 помешкань (228/км²).
Расовий склад населення:
| - 93,5 % — білих - 2,3 % — чорних або афроамериканців - 0,5 % — азіатів - 0,3 % — корінних американців - 0,1 % — вихідців з тихоокеанських островів - 1,0 % — осіб інших рас |

До двох чи більше рас належало 2,3 %. Частка іспаномовних становила 1,9 % від усіх жителів.
За віковим діапазоном населення розподілялося таким чином: 22,1 % — особи молодші 18 років, 55,3 % — особи у віці 18—64 років, 22,6 % — особи у віці 65 років та старші. Медіана віку мешканця становила 43,6 року. На 100 осіб жіночої статі у місті припадало 86,5 чоловіків;  на 100 жінок у віці від 18 років та старших — 80,6 чоловіків також старших 18 років.
Середній дохід на одне домашнє господарство  становив 39 263 долари США (медіана — 27 162), а середній дохід на одну сім'ю — 52 159 доларів (медіана — 53 051). За межею бідності перебувало 27,9 % осіб, у тому числі 28,3 % дітей у віці до 18 років та 27,0 % осіб у віці 65 років та старших.
Цивільне працевлаштоване населення становило 1225 осіб. Основні галузі зайнятості: виробництво — 25,2 %, мистецтво, розваги та відпочинок — 13,1 %, освіта, охорона здоров'я та соціальна допомога — 13,1 %.